# Teitelbaum Chaim
Teitelbaum Chaim Cevi, Haim Tzvi Teitelbaum (Técső, 1879. december 28. – Kisvárda, 1926. január 21.) máramarosszigeti rabbi, a haszid Teitelbaum rabbidinasztia tagja.

## Élete
Édesapjánál, Teitelbaum Lipót máramarosszigeti rabbinál tanult. 1904-ben atyja halála után a máramarosszigeti hitközség élére került. Nagy jesivát vezetett és tömegesen zarándokoltak hozzá a hívek. A közép-európai haszidizmus egyik legjelentékenyebb vezéregyénisége volt. Megjelent Acé Chajim című homiletikus magyarázatokat tartalmazó műve. Számos halachikus, aggadikus és kabbalisztikus munkája maradt kéziratban.
Fiatalon, 47 éves korában hunyt el agyvérzésben 1926-ban, amikor hívei látogatására Kisvárdára ment. Tiszteletét mutatja, hogy a Szamos újság szerint:
„Két nap óta a szó szoros értelmében meghalt ebben túlnyomóan zsidó városban minden forgalom. Lehúzták az üzletek redőnyeit, bezárták a kávéházakat és mulatókat, az emberek az utcákon mászkáltak, vagy a gyászház körül álldogálva várták az újabb híreket.”
A temetésén állítólag 64 rabbi és 20 000 ember vett részt.
Feleségétől 25 gyermeke született, akik közül 14 1-2 éves korában meghalt már. Kiskorú fia, Teitelbaum Jekuziel Jehuda követte méltóságában.